# Умаханов, Абдулла
Абдулла Умаханов — советский и российский борец вольного стиля, призёр чемпионата России.

## Карьера
В 1992 году в Санкт-Петербурге стал бронзовым призёром чемпионата России. 

## Спортивные результаты
- Чемпионат России по вольной борьбе 1992 — ;